# Marie Karolína Neapolsko-Sicilská
Marie Karolína Neapolsko-Siciliská (celým jménem Marie Karolína Ferdinanda Luisa Neapolsko-Sicilská, vévodkyně z Berry; 5. listopadu 1798, Zámek Caserta, Caserta, Sicilské království – 17. dubna 1870, Brunnsee, Štýrsko, Rakousko-Uhersko) byla sardinská princezna, po sňatku s Karlem Ferdinandem Bourbonským i princezna francouzská a vévodkyně z Berry. Tento sňatek trval jen krátce a vzešly z něj dvě děti, po smrti manžela se tedy Marie Karolína znovu tajně vdala, tentokrát za italského šlechtice Ettora Carla Lucchesi-Palliho.

## Život

### Mládí a život v manželství

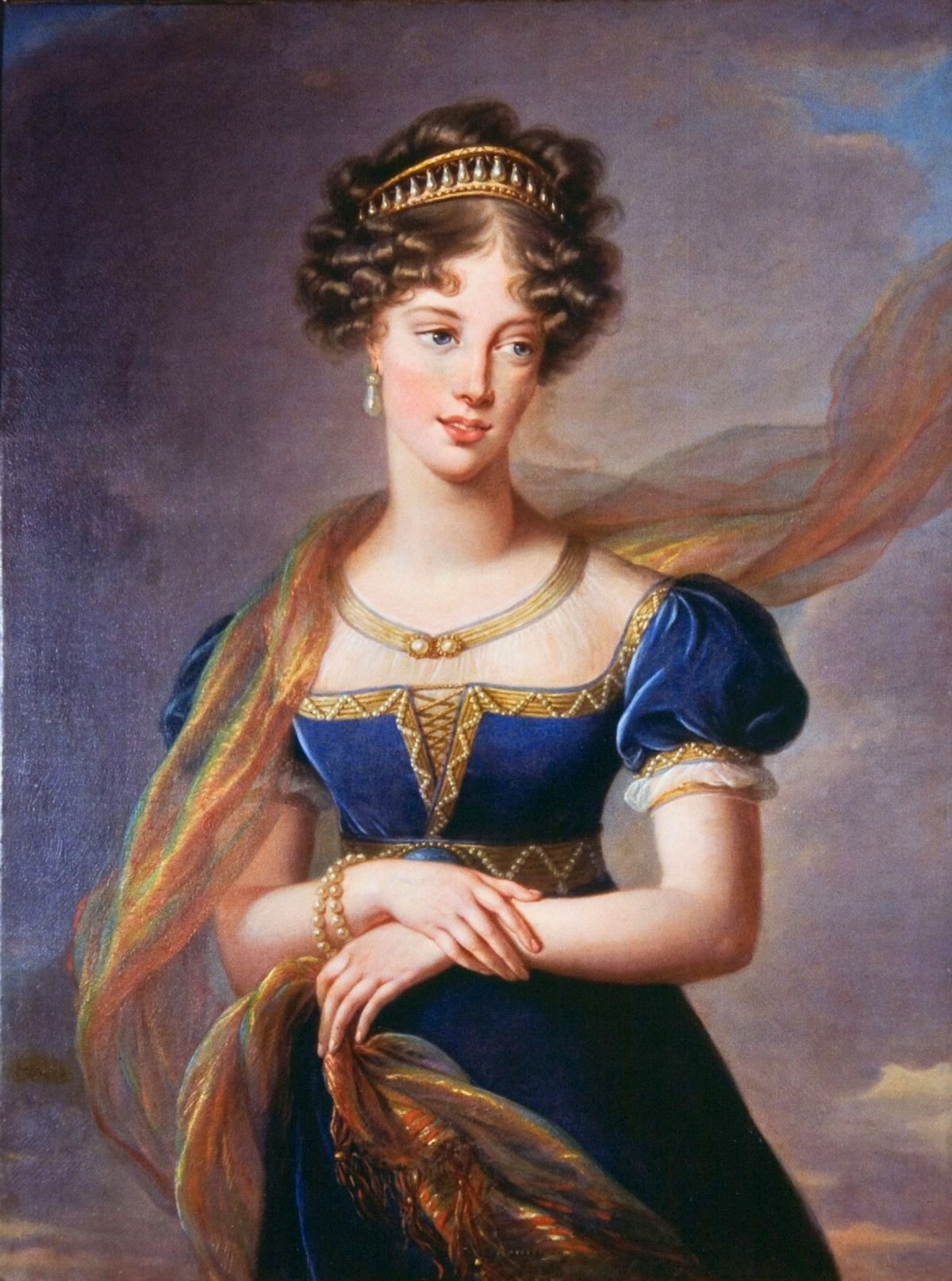
Portrét Marie Karolíny od Élisabeth Vigée-Lebrun

Marie Karolína se narodila 5. listopadu 1798 na zámku Caserta jako jediná dcera ze sňatku sicilského krále Františka I. a jeho sestřenice Marie Klementiny. Byla pokřtěna podle prarodičů z otcovy strany: Marie Karolíny Habsbursko-Lotrinské a Ferdinanda I. a většinu svého dětství pak prožila ve městech Palermo a Neapol. Roku 1801 matka tehdy tříleté Marie Karolíny zemřela a již rok na to se František I. znovu oženil – tentokrát se španělskou infantkou a sestřenicí Marií Isabelou, se kterou měl dvanáct dalších dětí.

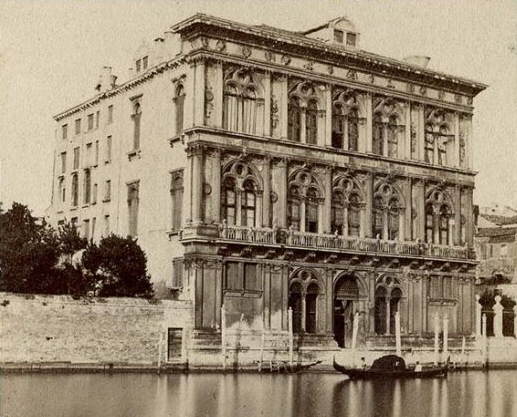
Palác Vendramin, který Marie Karolína s druhým manželem koupila a následně prodala vnukovi Jindřichovi

V roce 1816 do Neapole dorazil francouzský diplomat Pierre Louis Jean Casimir de Blacas, který s králem Františkem dojednal sňatek Marie Karolíny a synovce Ludvíka XVIII., Karla Ferdinanda. Svatba se odehrála 24. dubna 1816 v Neapoli a po jejím uskutečnění se Marie Karolíny stala i vévodkyní z Berry. Přestože byl sňatek čistě předem domluveným politických tahem, manželství Marie Karolíny a prince Karla Ferdinanda bylo šťastné. pár pobýval v Elysejském paláci v Paříži, který jim francouzský král daroval. Oba dva navíc s oblibou sbírali výtvarné umění. Sama Marie Karolína finančně podporovala výrobu sévreského porcelánu. V červenci 1817 se páru narodil první potomek: dcera Luisa Alžběta. Nicméně, zemřela den po narození. Půl roku na to už ale byla Marie Karolína znovu těhotná a v září následujícího roku se narodil syn Ludvík – zemřel ještě v den svého narození. Nad rodem Bourbonů se stahovala mračna a Karel Ferdinand byl poslední nadějí na přežití rodu, žádný z dalších členů přímé linie Bourbonů totiž neměl potomky. I další Mariino těhotenství skončilo zklamáním: narodila se dcera, pojmenovaná Luisa Marie Terezie. Ta ale, na rozdíl od prvních dvou potomků Karla a Marie, přežila a zemřela až v roce 1864 jako čtyřiačtyřicetiletá. Krátké manželství Marie a Karla bylo ale ukončeno vraždou Karla. Marie Karolína byla znovu těhotná, když se s manželem vraceli z opery a Karla smrtelně zranil výrobce sedel a zastánce bonapartismu Louis Pierre Louvel. Karel zemřel následující den, Když se o sedm měsíců později narodil zdravý syn Jindřich, přezdívalo se mu „zázračné dítě“ a byly v něj vkládány velké naděje na udržení Bourbonů na francouzské trůně.

### Vdovství
Díky narození syna, posledního „čistého“ Bourbona, se Marie Karolína stala důležitou postavou restaurace Bourbonů. Roku 1824 pak král Ludvík XVIII. zemřel a na jeho místo nastoupil Mariin tchán Karel. Během červencové revoluce byl ale sesazen a oba jeho starší synové se trůnu dobrovolně vzdali. Na několik minut se francouzským králem stal Mariin syn Jindřich, následně ale Národní shromáždění prohlásilo za krále Ludvíka Filipa z vedlejší linie Bourbonů Bourbon-Orléans. Sám bývalý král Karel jej do této funkce uvedl a sesadil tím hlavní linii Bourbonů z francouzského trůnu.
Marie Karolína odešla i se synem do exilu. Nejdříve žili v Bath, později v Edinburghu.

### Druhý sňatek

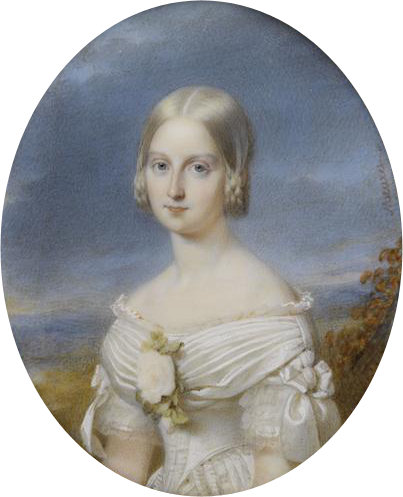
Portrét Marie Karolíny z roku 1845

Marie Karolína ale nebyla se svým životem v Edinburghu šťastná a stála si za tím, že její syn je právoplatný francouzský král. Nakonec se rozhodla vrátit ke své rodiny do Neapole. Zde začala spřádat plány na navrácení syna Jindřicha na trůn: spojila se s vikomtem de Saint-Priest a započala legitimistické hnutí za návrat Jindřicha na trůn. Mezitím se 14. prosince 1831 tajně provdala za italského šlechtice a vévodu della Grazia Ettora Carla Lucchesi-Palliho. Následně pobývala i Marseille, Vendée a Bretani, kde se jí podařilo vyburcovat vzpouru, která ale byla rychle potlačena. Následujících pět měsíců se skrývala v domě v Nantes, její skrýš ale vyzradil její přítel Simon Deutz a Marie Karolína tak byla uvězněna v zámku v Blaye.
Během uvěznění v Blaye porodila zdravou dceru Annu Marii a byl odkryt její tajný sňatek, což způsobilo nevoli legitimistů. Kvůli tomu již nebyla pro francouzskou vládu nebezpečná a byla propuštěna. I s dcerou se vrátila na Sicílii, kde byla Anna Marie dána do pěstounské péče a krátce na to zemřela ve věku tří měsíců. Vrátila se ke svému manželovi Ettorovi a přestože jejich první dítě zemřelo, měli spolu čtyři další zdravé děti. Roku 1844 pak pár koupil palác Ca' Vendramin Calergi.
Během risorgimenta byl pár nucen prodat mnoho uměleckých děl, které vlastnil, a několik pozemků včetně paláce Ca' Vendramin Calergi, který podali vnukovi Jindřichovi. Společně odešli z Itálie do nově vzniklého Rakouska-Uherska, do obce nedaleko Štýrského Hradce. Roku 1864 Mariin druhý manžel zemřel a ona jej přežila o celých šest let. Zemřela 17. dubna 1870 jako jednasedmdesátiletá.

## Potomci

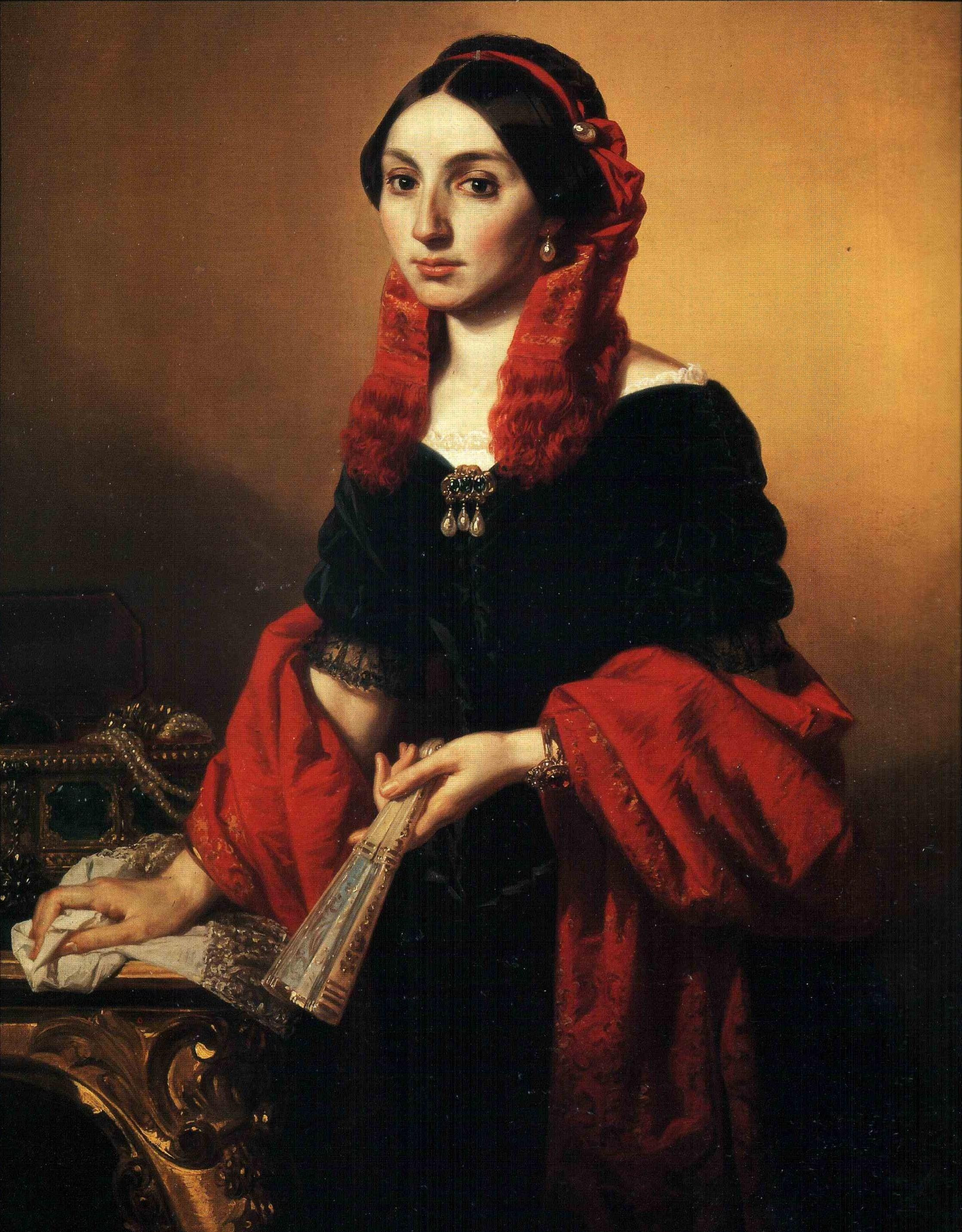
Mariina dcera Luisa Marie Terezie

Z manželství s francouzským princem a vévodou z Berry vzešly čtyři děti, přičemž pouze dvě (syn a dcera) se dožily dospělosti:
- 1. Luisa Alžběta (13. 7. 1817 Paříž – 14. 7. 1817 tamtéž)
- 2. Ludvík (*/† 13. 9. 1818 Paříž)
- 3. Luisa Marie Terezie (21. 9. 1819 Paříž – 1. 2. 1864 Benátky)
  - ⚭ 1845 Karel III. Parmský (14. 1. 1823 Lucca – 23. 3. 1854 Parma), vévoda z Parmy a Piacenzy
- 4. Jindřich (29. 9. 1820 Paříž – 24. 8. 1883 Lanzenkirchen), vévoda z Bordeaux a hrabě z Chambord
  - ⚭ 1846 Marie Tereza Rakouská-Este (14. 7. 1817 Modena – 25. 3. 1886 Gorizia)

Z druhého a zpočátku utajovaného manželství s italským šlechticem Ettorem Carlem Lucchesi-Pallim vzešlo pět dětí, přičemž pouze první dcera, kterou Marie porodila při věznění na zámku v Blaye, zemřela.
- 1. Anna Marie Rozálie (10. května 1833 –19. srpna 1833)
- 2. Klementina (19. listopadu 1835 – 22. března 1925) ∞ hrabě Camillo Zileri Dal Verme
- 3. Františka (12. října 1836 – 10. května 1923) ∞ don Carlo Alberto Massimo
- 4. Marie Isabela (18. března 1838 – 1. dubna 1873), zemřela neprovdaná
- 5. Adolf, 9. vévoda della Grazia (10. března 1840 – 4. února 1911), doña Lucrezia Nicoletta Ruffo

## Vývod z předků
|                                   |                                       |  |                         |                                             |  |  |  |  |  |  |  | Filip V. Španělský |
|                                   |                                       |  |                         |                                             |  |  |  |  |  |  |  |                    |
|                                   | Karel III. Španělský                  |  |                         |                                             |  |  |  |  |  |  |  |                    |
|                                   |                                       |  |                         |                                             |  |  |  |  |  |  |  |                    |
|                                   |                                       |  |                         | Alžběta Parmská                             |  |  |  |  |  |  |  |                    |
|                                   |                                       |  |                         |                                             |  |  |  |  |  |  |  |                    |
|                                   | Ferdinand I. Neapolsko-Sicilský       |  |                         |                                             |  |  |  |  |  |  |  |                    |
|                                   |                                       |  |                         |                                             |  |  |  |  |  |  |  |                    |
|                                   |                                       |  |                         | August III. Polský                          |  |  |  |  |  |  |  |                    |
|                                   |                                       |  |                         |                                             |  |  |  |  |  |  |  |                    |
|                                   | Marie Amálie Saská                    |  |                         |                                             |  |  |  |  |  |  |  |                    |
|                                   |                                       |  |                         |                                             |  |  |  |  |  |  |  |                    |
|                                   |                                       |  |                         | Marie Josefa Habsburská                     |  |  |  |  |  |  |  |                    |
|                                   |                                       |  |                         |                                             |  |  |  |  |  |  |  |                    |
|                                   | František I. Neapolsko-Sicilský       |  |                         |                                             |  |  |  |  |  |  |  |                    |
|                                   |                                       |  |                         |                                             |  |  |  |  |  |  |  |                    |
|                                   |                                       |  |                         | Leopold Josef Lotrinský                     |  |  |  |  |  |  |  |                    |
|                                   |                                       |  |                         |                                             |  |  |  |  |  |  |  |                    |
|                                   | František I. Štěpán Lotrinský         |  |                         |                                             |  |  |  |  |  |  |  |                    |
|                                   |                                       |  |                         |                                             |  |  |  |  |  |  |  |                    |
|                                   |                                       |  |                         | Alžběta Charlotta Orléanská                 |  |  |  |  |  |  |  |                    |
|                                   |                                       |  |                         |                                             |  |  |  |  |  |  |  |                    |
|                                   | Marie Karolína Habsbursko-Lotrinská   |  |                         |                                             |  |  |  |  |  |  |  |                    |
|                                   |                                       |  |                         |                                             |  |  |  |  |  |  |  |                    |
|                                   |                                       |  |                         | Karel VI.                                   |  |  |  |  |  |  |  |                    |
|                                   |                                       |  |                         |                                             |  |  |  |  |  |  |  |                    |
|                                   | Marie Terezie                         |  |                         |                                             |  |  |  |  |  |  |  |                    |
|                                   |                                       |  |                         |                                             |  |  |  |  |  |  |  |                    |
|                                   |                                       |  |                         | Alžběta Kristýna Brunšvicko-Wolfenbüttelská |  |  |  |  |  |  |  |                    |
|                                   |                                       |  |                         |                                             |  |  |  |  |  |  |  |                    |
| Marie Karolína Neapolsko-Sicilská |                                       |  |                         |                                             |  |  |  |  |  |  |  |                    |
|                                   |                                       |  |                         |                                             |  |  |  |  |  |  |  |                    |
|                                   |                                       |  | Leopold Josef Lotrinský |                                             |  |  |  |  |  |  |  |                    |
|                                   |                                       |  |                         |                                             |  |  |  |  |  |  |  |                    |
|                                   | František I. Štěpán Lotrinský         |  |                         |                                             |  |  |  |  |  |  |  |                    |
|                                   |                                       |  |                         |                                             |  |  |  |  |  |  |  |                    |
|                                   |                                       |  |                         | Alžběta Charlotta Orléanská                 |  |  |  |  |  |  |  |                    |
|                                   |                                       |  |                         |                                             |  |  |  |  |  |  |  |                    |
|                                   | Leopold II.                           |  |                         |                                             |  |  |  |  |  |  |  |                    |
|                                   |                                       |  |                         |                                             |  |  |  |  |  |  |  |                    |
|                                   |                                       |  |                         | Karel VI.                                   |  |  |  |  |  |  |  |                    |
|                                   |                                       |  |                         |                                             |  |  |  |  |  |  |  |                    |
|                                   | Marie Terezie                         |  |                         |                                             |  |  |  |  |  |  |  |                    |
|                                   |                                       |  |                         |                                             |  |  |  |  |  |  |  |                    |
|                                   |                                       |  |                         | Alžběta Kristýna Brunšvicko-Wolfenbüttelská |  |  |  |  |  |  |  |                    |
|                                   |                                       |  |                         |                                             |  |  |  |  |  |  |  |                    |
|                                   | Marie Klementina Habsbursko-Lotrinská |  |                         |                                             |  |  |  |  |  |  |  |                    |
|                                   |                                       |  |                         |                                             |  |  |  |  |  |  |  |                    |
|                                   |                                       |  |                         | Filip V. Španělský                          |  |  |  |  |  |  |  |                    |
|                                   |                                       |  |                         |                                             |  |  |  |  |  |  |  |                    |
|                                   | Karel III. Španělský                  |  |                         |                                             |  |  |  |  |  |  |  |                    |
|                                   |                                       |  |                         |                                             |  |  |  |  |  |  |  |                    |
|                                   |                                       |  |                         | Alžběta Parmská                             |  |  |  |  |  |  |  |                    |
|                                   |                                       |  |                         |                                             |  |  |  |  |  |  |  |                    |
|                                   | Marie Ludovika Španělská              |  |                         |                                             |  |  |  |  |  |  |  |                    |
|                                   |                                       |  |                         |                                             |  |  |  |  |  |  |  |                    |
|                                   |                                       |  |                         | August III. Polský                          |  |  |  |  |  |  |  |                    |
|                                   |                                       |  |                         |                                             |  |  |  |  |  |  |  |                    |
|                                   | Marie Amálie Saská                    |  |                         |                                             |  |  |  |  |  |  |  |                    |
|                                   |                                       |  |                         |                                             |  |  |  |  |  |  |  |                    |
|                                   |                                       |  |                         | Marie Josefa Habsburská                     |  |  |  |  |  |  |  |                    |
|                                   |                                       |  |                         |                                             |  |  |  |  |  |  |  |                    |